# Molnsättra naturreservat

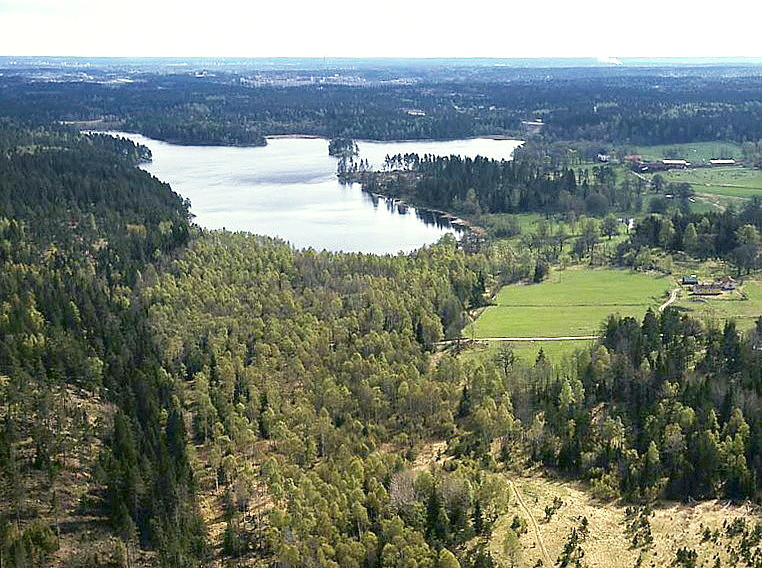
Översjön från norr med Molnsättra naturreservat till höger.

Molnsättra naturreservat är ett naturreservat beläget i nordvästra delen av Järvafältet i Järfälla kommun, Stockholms län.

## Bilder

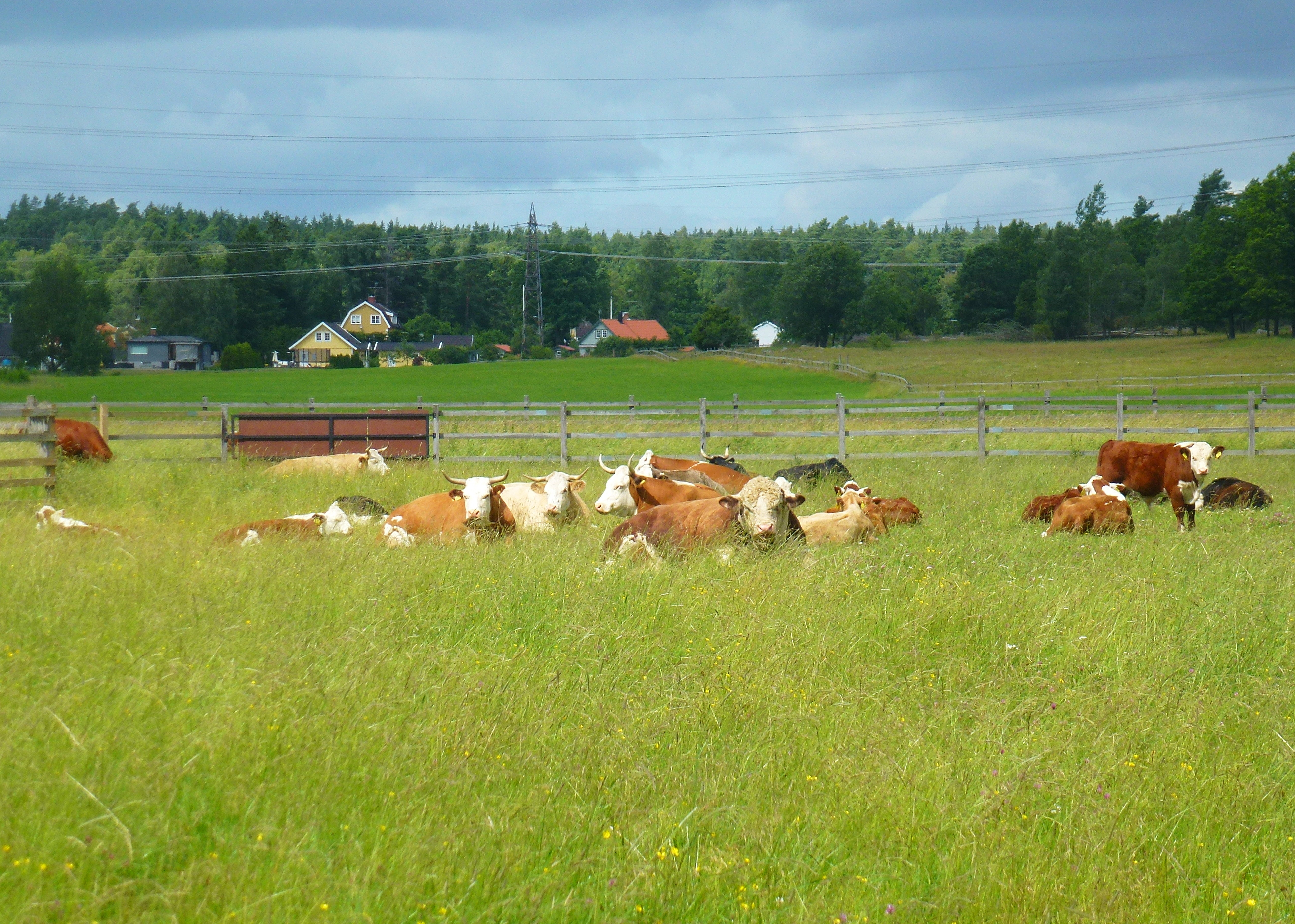
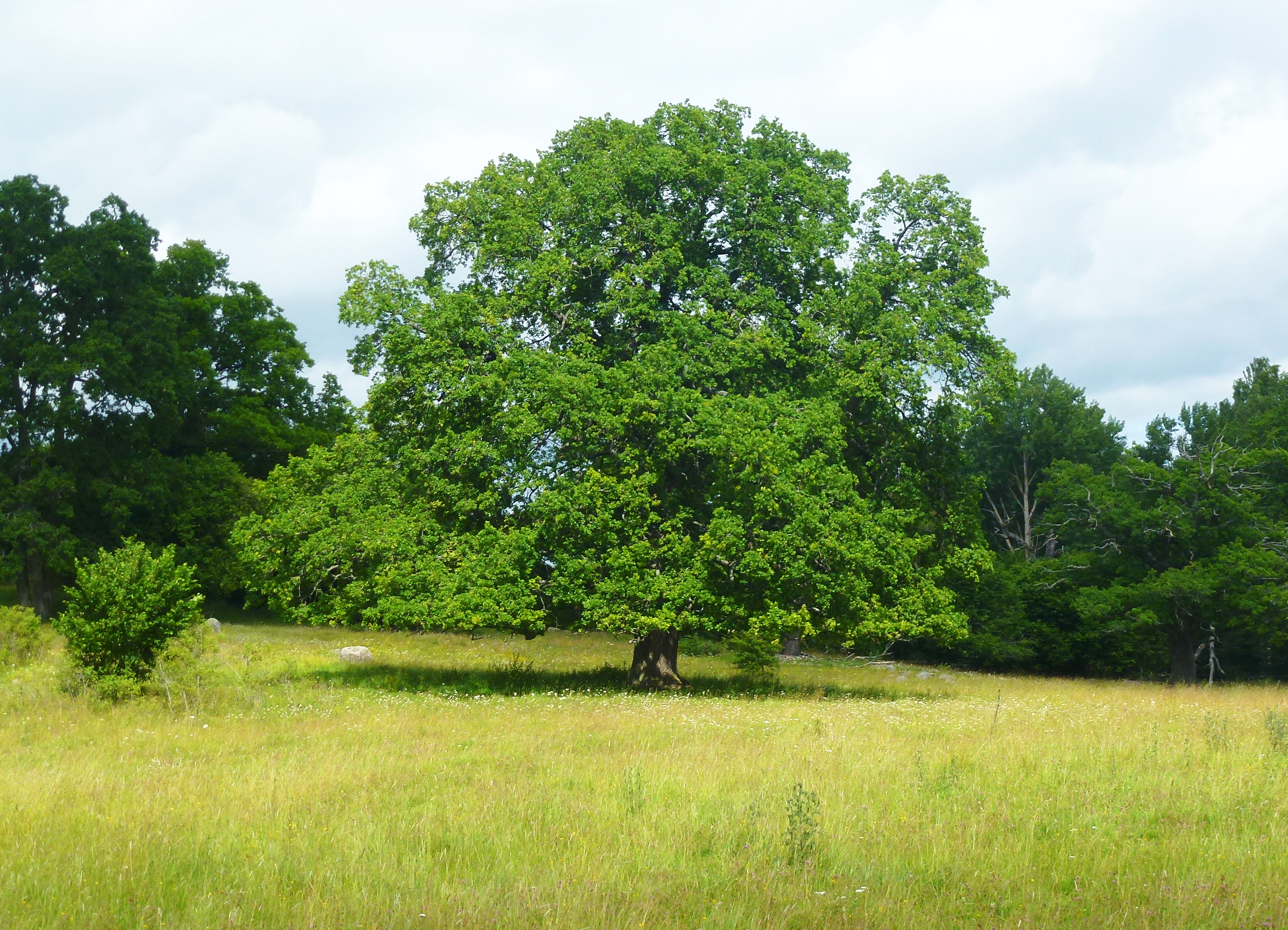
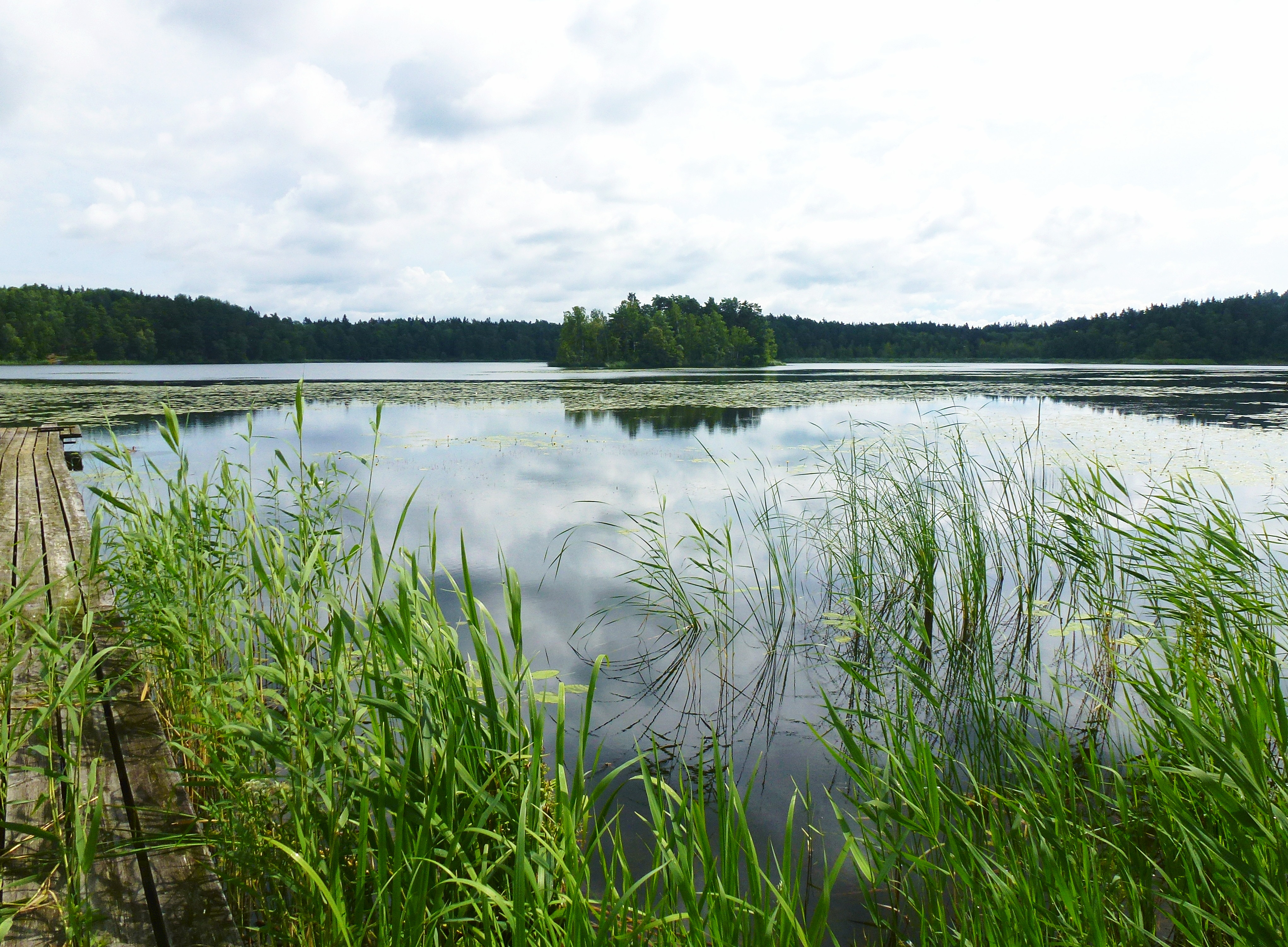

## Geografiskt läge
Molnsättra naturreservat består huvudsakligen av Molnsättra gårds ägor som gav reservatet dess namn. Gårdens byggnader hör dock inte till reservatsområdet. I norr och öster begränsas reservatet av kommungränsen till Sollentuna kommun. Här vidtar Östra Järvafältets naturreservat. I väster följer gränsen en kraftledning och i söder ligger gränsen mitt i Översjön. Mot söder vidtar Västra Järvafältets naturreservat.

## Beskrivning
Reservatet bildades 1987 och består av 72 hektar, varav land utgör 59 hektar. Marken är i privat ägo. Områdets värde består i att Molnsättra gårds kor och hästar håller betesmarken öppen. Tack vare denna betesdrift har kulturlandskapet än idag samma  lantliga utseende som präglade hela nuvarande Järfälla kommun före sekelskiftet 1900. För att behålla sin ursprungliga karaktär får  större anläggningar för friluftslivet inte iordningställas. Tillsammans med Västra och Östra Järvafältets naturreservat samt Hanstaskogen har ett stort naturområde på drygt 2 000 hektar kunnat skyddas för rekreation och friluftsliv i norra delen av Stockholms län. Genom Molnsättra sträcker sig västra grenen av Järvaleden.